# Paniranismo

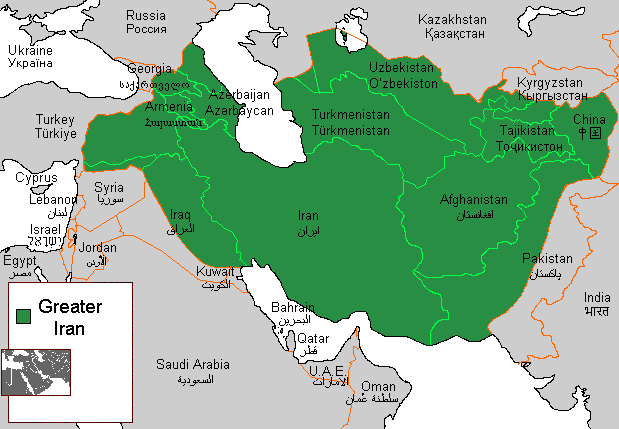
Geográfica y culturalmente, se reconoce generalmente que el Gran Irán incluye todo el altiplano iraní y sus llanuras fronterizas, que se extiende desde Mesopotamia y el Cáucaso en el oeste, hasta el río Indo en el este, y desde el Oxus en el norte hasta el Golfo Pérsico y Golfo de Omán en el sur.

El Paniranismo es una ideología que aboga por la solidaridad y la reunificación de los pueblos iranios que viven en la meseta iraní y en otras regiones que tienen una influencia cultural iraní significativa, incluidos los persas,  azerbaiyanos (población de habla turca que es histórica, cultural y genéticamente iraní), lurs, gilaks, mazandaraníes, osetios, kurdos, zaza, talyshi, tayikos de Tayikistán, Uzbekistán y Afganistán, los pastunes, los baluches de Pakistán, etc.. El primer teórico fue el Mahmoud Afshar Yazdi.

## Origen e ideología

Bandera del Partido paniranista.

El científico político iraní, Mahmoud Afshar, desarrolló la ideología paniranismo a principios de la década de 1920 en oposición al panturquismo y al panarabismo, que se consideraron amenazas potenciales para la integridad territorial de Irán. También mostró una fuerte creencia en el carácter nacionalista del pueblo iraní a lo largo de la larga historia del país.
A diferencia de los movimientos similares de la época en otros países, el paniranismo era étnicamente y lingüísticamente inclusivo y se preocupaba únicamente por el nacionalismo territorial, en lugar del nacionalismo étnico o racial. En vísperas de la Primera Guerra Mundial, los turcomanos se enfocaron en las tierras de habla turca de Irán, el Cáucaso y Asia Central. El objetivo final era persuadir a estas poblaciones para que se separaran de las grandes entidades políticas a las que pertenecían y se unieran a la nueva patria panturca. Fue este último llamamiento a los azerbaiyanos iraníes lo que, contrariamente a las intenciones panturkistas, hizo que un pequeño grupo de intelectuales azerbaiyanos se convirtieran en los más firmes defensores de la integridad territorial del Irán. Después de la revolución constitucional en Irán, los demócratas azerbaiyanos adoptaron un nacionalismo romántico como reacción a las políticas irredentistas panturcas que amenazaban la integridad territorial de Irán. Fue durante este período que el iranismo y las políticas de homogeneización lingüística se propusieron como una defensa contra todas las demás. Contrariamente a lo que cabría esperar, los azerbaiyanos iraníes fueron los primeros en innovar en este nacionalismo defensivo. Consideraban que asegurar la integridad territorial del país era el primer paso para construir una sociedad basada en el derecho y un Estado moderno. A través de este marco, su lealtad política superó a sus afiliaciones étnicas y regionales. La adopción de estas políticas integracionistas allanó el camino para el surgimiento del nacionalismo cultural del grupo étnico titular.

## Historia

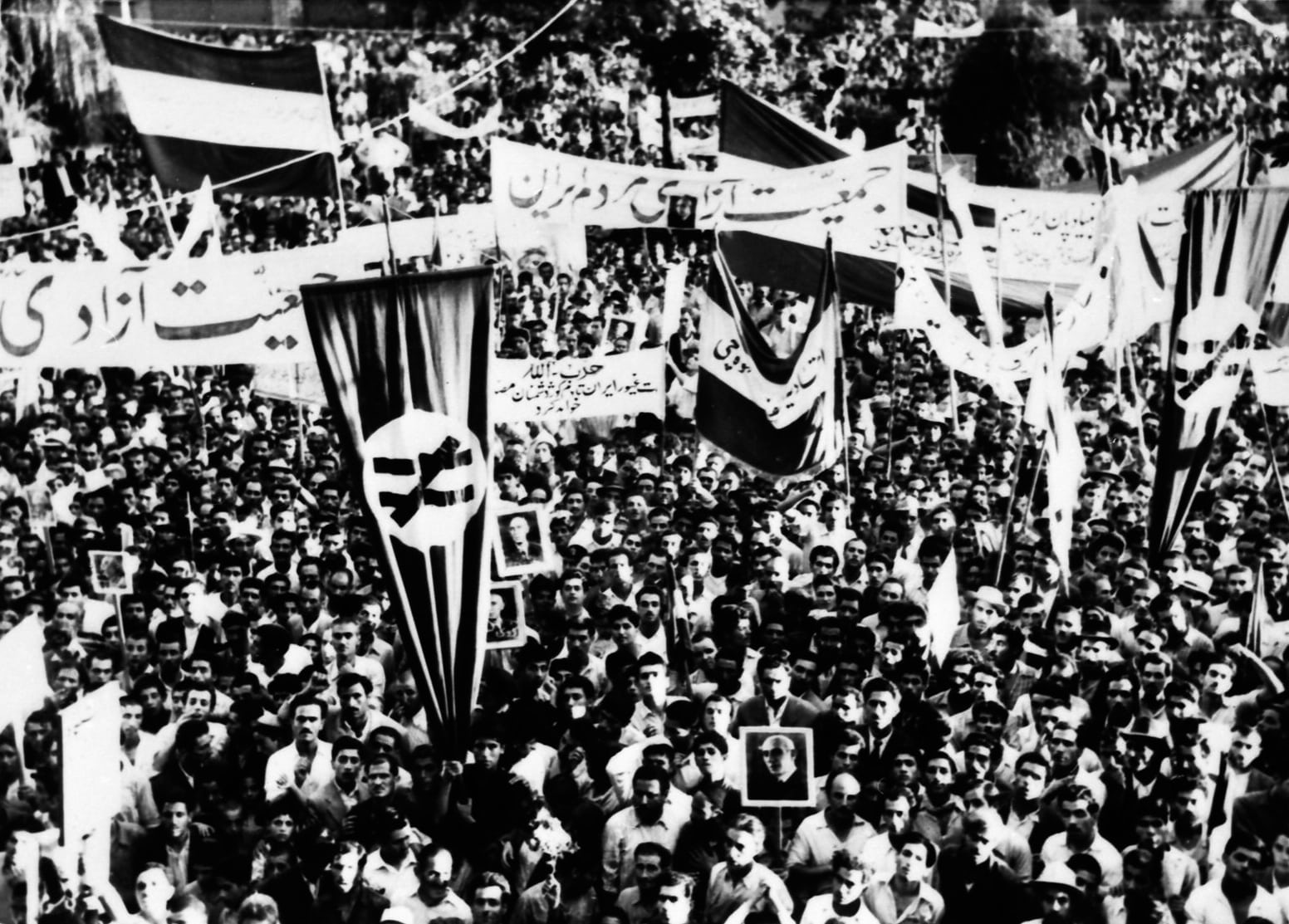
Banderas paniranistas durante los mítines pro-Mohammad Mosaddeq en Teherán el 16 de agosto de 1953

Con el colapso de la dinastía Qajar, que había caído en la corrupción, y el ascenso de Reza Shah en 1925, que comenzó a introducir reformas seculares que limitaban el poder del clero chiita, los pensadores nacionalistas y socialistas iraníes esperaban que esta nueva era también fuera testigo de la introducción de reformas democráticas. Sin embargo, esas reformas no se llevaron a cabo. Esto culminó en el surgimiento gradual de una organización de base paniranista formada por escritores, maestros, estudiantes y activistas nacionalistas aliados con otros movimientos prodemocracia.
En la década de 1940, después de la invasión anglo-soviética de Irán, el movimiento paniranista ganó impulso y popularidad como resultado del sentimiento generalizado de inseguridad entre los iraníes que vieron al rey, Reza Shah, impotente ante tal presencia extranjera en el país. Había soldados de Rusia, Inglaterra, India, Nueva Zelanda, Australia y más tarde, Estados Unidos, presentes en el país, especialmente en la capital, Teherán. La ocupación aliada influyó en una serie de movimientos estudiantiles en 1941. Uno de estos nuevos grupos era un grupo guerrillero nacionalista clandestino llamado Revenge Group, también conocido como Anjoman. El partido Paniranista fue fundado más tarde por dos de los miembros del grupo Revenge y otros dos estudiantes, a mediados y finales de la década de 1940 en la Universidad de Teherán. Aunque el movimiento paniranista había estado activo durante la década de 1930, había sido una alianza de escritores, maestros, estudiantes y activistas. El partido fue la primera organización en adoptar oficialmente la posición paniranista, que creía en la solidaridad y la reunificación de los pueblos iranios que habitan la meseta iraní. En 1951, los líderes del partido Mohsen Pezeshkpour y Dariush Forouhar tuvieron un desacuerdo sobre cómo debía operar el partido, y se produjo una división. Las dos facciones difieren mucho en su estructura y práctica organizativa. La facción de Pezeskpour, que conservaba el nombre del partido, creía en trabajar dentro del sistema de Mohammad Reza Pahleví. La facción Forouhar, que adoptó un nuevo nombre. ("Partido de la Nación de Irán"), creía en trabajar en contra del sistema.

## Iran-e-Bozorg
Iran-e Bozorg fue un periódico publicado en la ciudad de Rasht por el activista político Grigor Yaqikiān (fallecido en enero de 1951). Abogó por la unificación de los pueblos iranios (por ejemplo, afganos, kurdos, etc.), quienes, en opinión de Yaqikian, incluían a los armenios. Yaqikiān creía que, con la educación y el aumento de los niveles de conciencia de las personas, tal objetivo era factible a través de medios pacíficos. La revista se benefició de las contribuciones de varios de los principales intelectuales de la época, incluidos Moḥammad Moʿin y Nima Yushich, y publicó artículos, poesía, una historia serializada y algunas noticias. También publicó artículos en apoyo de los kurdos, quienes se había levantado en rebelión en Turquía, lo que provocó la protesta del abogado turco en Rasht y llevó a la prohibición de la revista por orden del ministro de la corte. Yaqikiān intentó, sin éxito, que se eliminara la prohibición y finalmente se trasladó a Teherán, donde publicó el periódico Irān-e Konuni.